# True Friend
"True Friend" é uma música da série Hannah Montana cantada por Miley Cyrus. Foi lançado em 2007 no álbum Hannah Montana 2: Meet Miley Cyrus. A música fala sobre uma amizade que se terá para o resto da vida.

## Videoclipe
O videoclipe da música foi lançado em 3 de setembro de 2007 no Disney Channel. Ele foi filmado durante uma apresentação de Miley Cyrus em Anaheim, Califórnia, no dia 14 de novembro de 2006.

## Desempenho nas paradas
| Parada (2007)        | Melhor posição |
| -------------------- | -------------- |
| US Billboard Hot 100 | 99             |
| US Pop 100           | 82             |